# جليزا 504 b
جليزا 504 b هو كوكب خارج المجموعة الشمسية عملاق أو قزم بني في كوكبة العذراء في نظام نظير الشمس 59 العذراء (جليزا 504). اكتشفت عن طريق التصوير المباشر باستخدام جهاز HiCIAO ونظام البصريات التكيفية AO188 على تلسكوب سوبارو 8.2 متر في مرصد مونا كيا، هاواي من قبل كوزوهارا وآخرون.